# 기아 그랜토
기아 그랜토(Kia Granto)와 아시아 그랜토(Asia Granto)는 1995년에 아시아자동차(현. 기아)가 생산한 마지막  트럭이다.

## 1세대

### 그랜토 (1995년1월~2000년8월)
아시아자동차공업이 일본 히노 자동차와 기술 제휴해서 히노 프로피아의 차체로 개발한 트럭이다. 기존의 아시아 AM트럭의 후속 차종으로 개발한 트럭으로 아시아자동차공업이 창사 30주년을 기념해서 개발한 트럭이다. 1995년 1월 27일에 출시하였으며, 1996년 5월 2일 편의사양과 엔진 마력 수를 줄이고 가격을 낮춘 그랜토 프로가 출시되었다. 1997년에 대한민국산 트럭 최초로 U자형 적재함을 탑재하였으며, 최고 출력 430마력의 FY(8×4) 23톤 덤프 트럭을 출시하였다. 동년에 마크가 ASIA에서 KIA로 바꿔 달고 생산하였다가 1999년 7월에 아시아자동차공업이 기아에 흡수 합병되면서 기아 상용부문에서 계속 생산하였다가 2000년 8월에 배기 가스 규제를 충족시키지 못함과 동시에 현대 슈퍼트럭의 시장 중복과 히노 자동차의 로열티 문제로 인해 후속 차종 없이 단종되면서 기아는 대형 트럭 사업을 스카니아 한국법인인 스카니아코리아에 넘김에 따라 트럭의 시장에서 완전히 철수하였다.

## 라인업
- 카고트럭
  - FH(4×2)：8톤
  - FS(6×4)：13톤 카고
  - FY(8×4)：19톤 카고
  - 미상(10×4)：24톤 ~ 25톤
- 덤프/믹서트럭
  - 덤프트럭
    - FH(4×2)
    - FS(6×4)：13.5톤, 15톤
    - FY(8×4)

  - 믹서트럭
    - FS(6×4)：15톤
- 트랙터
  - SH(6×4)
  - SS(6×4)：75톤

### 제원
| 구분                  | EF750 V형 8기통           | F17E V형 8기통            | F20C V형 8기통            |
| --------------------- | ------------------------- | ------------------------- | ------------------------- |
| 전폭 (mm)             | 2,490                     | 2,490                     | 2,490                     |
| 전고 (mm)             | 2,778                     | 2,778                     | 2,778                     |
| 승차 정원             | 2명                       | 2명                       | 2명                       |
| 공차중량 (kg)         | 9,060                     | 9,060                     | 9,060                     |
| 변속기                | 수동 6단/10단 S&T/16단 ZF | 수동 6단/10단 S&T/16단 ZF | 수동 6단/10단 S&T/16단 ZF |
| 연료탱크 최대용량 (L) | 400                       | 400                       | 400                       |
| 최고속도 (km/h)       | 150                       | 150                       | 150                       |
| 구동 형식             | 8X4/6X4/4X2               | 8X4/6X4/4X2               | 8X4/6X4/4X2               |
| 연료                  | 경유                      | 경유                      | 경유                      |
| 배기량 (cc)           | 16,700                    | 16,745                    | 19,688                    |
| 최고 출력 (ps/rpm)    | 330/2,200                 | 340/2,200                 | 380/2,200                 |

## 선택 사양
- ABS 브레이크
- 속도 제한 장치
- 브레이크 라이닝
- 간극 자동 조정 장치
- 오토 그리스
- 튜브형 브레이크 파이프
- 전기식 변속기 전환 장치
- 공압식 브레이크